# Gấu xám Tây Tạng
Ursus arctos pruinosus (tên tiếng Anh: Gấu xanh Tây Tạng) là một phân loài của gấu nâu (Ursus arctos) được tìm thấy ở đông cao nguyên Tây Tạng. Nó cũng có tên gọi gấu xám Himalaya, gấu tuyết Himalaya, gấu nâu Tây Tạng, hoặc gấu ngựa. Trong tiếng Tạng nó được gọi là Dom gyamuk. Là một trong những phân loài gấu quý hiếm nhất trên thế giới, gấu xanh hiếm khi được nhìn thấy trong tự nhiên. Con xanh được biết đến ở phương tây chỉ thông qua một số lượng nhỏ các mẫu lông và xương. Nó lần đầu tiên được phân loại năm 1854.

## Hình ảnh

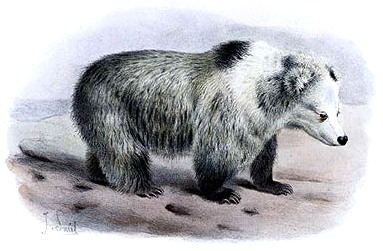